# Distrikt Isingiro
Isingiro ist ein Distrikt in Westuganda. Die Hauptstadt des Distrikts ist Isingiro.

## Lage
Der Distrikt Isingiro grenzt im Norden an den Distrikt Kiruhura, im Osten an den Distrikt Rakai, im Süden an Tansania, im Westen an den Distrikt Ntungamo und im Nordwesten an den Distrikt Mbarara.

## Demografie
Die Bevölkerungszahl wird für 2020 auf 596.400 geschätzt. Davon lebten im selben Jahr 34,7 Prozent in städtischen Regionen und 65,3 Prozent in ländlichen Regionen.
| Zensusjahr | Einwohnerzahl |
| ---------- | ------------- |
| 1991       | 226.365       |
| 2002       | 316.025       |
| 2014       | 486.360       |